# Swinford
Pour l’article homonyme, voir Swinford (Leicestershire).
Swinford (en irlandais Béal Átha na Muice) est un village de 1 497 habitants (au recensement de 2002) situé dans le comté de Mayo en Irlande.
Swinford est situé sur la route nationale N5 entre Longford et Westport sur la rivière Moy à proximité de l’aéroport de Knock.
Le village est le théâtre de l’un des plus grands festivals du Mayo : le Siamsa Sraide Swinford, un festival de spectacle de rue avec danses et musiques traditionnelles reprenant les traditions du Comté de Mayo. Ce festival a lieu au mois d'août
Il est jumelé avec la commune de Malansac, dans le département du Morbihan, en Bretagne (France).

## Culture
Swinford a accueilli le Fleadh Cheoil en 1961.